# Керолајн Џон
Керолајн Френсис Џон (енгл. Caroline Frances John; Јорк, 19. септембар 1940 — Лондон, 5. јун 2012) била је британска глумица. Џонова је најпознатија по улози Лиз Шо у научно-фантастичној серији Доктор Ху.